# Patrick Jardin
Patrick Jardin, né le 27 novembre 1952 à Marcq-en-Barœul (Nord), est un militant politique d'extrême droite français, devenu figure médiatique à la suite de la mort de sa fille lors des attentats du 13 novembre 2015.

## Biographie
Patrick Jardin naît le 27 novembre 1952 à Marcq-en-Barœul (département du Nord). Il est concessionnaire automobile à Seclin (Nord) jusqu'à sa retraite,. Sa femme meurt en juin 2004.
Sa fille Nathalie, régisseuse lumière au Bataclan, meurt lors des attentats du 13 novembre 2015 à l'âge de 31 ans,. Il se revendique ensuite « incapable de pardon » et dit avoir écrit à Antoine Leiris, veuf d'une victime des attentats et auteur de Vous n'aurez pas ma haine, « Moi, j'ai la haine ». Il refuse ainsi toute aide psychologique de l'État et est isolé des associations de victimes, qu'il critique vivement.
Après les attentats, il remet en question l'intervention des autorités, accuse l'État de défaillances et croit à des théories du complot prétendant l'implication de la famille Rothschild et du Mossad dans les attentats. Déjà électeur du Front national depuis les débuts du parti, il s'engage alors au sein des Volontaires pour la France (VPF) d'Antoine Martinez jusqu'en 2017, quittant l'association car il l'estime trop passive. Lors de son passage au sein des VPF, il est contacté par le groupe armé Action des forces opérationnelles, ce qui lui vaut d'être fiché S en juin 2018. Il se revendique cependant « ni de droite ni de gauche »,,.
En septembre 2018, il s'oppose à la venue du rappeur Médine au Bataclan et se mobilise pour l'annulation de ses concerts, argüant dans une interview pour le site identitaire Boulevard Voltaire que « ses idées appellent aux meurtres des blancs » et que sa venue serait ainsi inappropriée dans ce lieu. Il participe à un point presse pour empêcher les concerts de Médine et reçoit le soutien de personnalités d'extrême droite telles que Renaud Camus, Karim Ouchikh, Christine Tasin et Pierre Cassen. Médine et la direction du Bataclan finissent par renoncer à la tenue des concerts,,.
En 2019, il fait l'apologie des attentats de Christchurch sur son blog, ajoutant toutefois qu'il n'est que partiellement satisfait du nombre de victimes, étant donné qu'il est inférieur à celui de l'attentat du Bataclan,. Il est coutumier des discours vengeurs contre l'islam,.
En 2020, il sort un livre critiquant la gestion de l'État lors des attentats du 13 novembre 2015 intitulé Pas devant les caméras.
Lors des élections législatives de 2022, il est investi par Reconquête dans la quatrième circonscription du Nord,. Il est éliminé au premier tour avec 3,8 % des voix exprimées. Il est réinvesti par Reconquête lors des élections législatives de 2024 et éliminé au premier tour avec 0,78 % des voix exprimées.